# New Zealand Press Association
La New Zealand Press Association (NZPA) est une agence de presse néo-zélandaise créée en 1879. Sa disparition le 31 août 2011, conséquence de la concurrence des agences étrangères et des nouvelles technologies, prive la Nouvelle-Zélande d'agence de presse nationale.